# Anthony Ashley-Cooper, III conte di Shaftesbury
Anthony Ashley-Cooper, III conte di Shaftesbury (Londra, 26 febbraio 1671 – Napoli, 4 febbraio 1713), è stato un politico, filosofo e scrittore inglese.
In Italia è comunemente noto come Shaftesbury.

## Biografia
Shaftesbury nasce a Londra, nipote di Anthony Ashley-Cooper, I conte di Shaftesbury e figlio del secondo Conte. Sua madre è Lady Dorothy Manners, figlia di John, Conte di Rutland. Secondo il racconto del III Conte, il matrimonio tra i genitori di Shaftesbury venne combinato grazie all'intercessione di John Locke, fidato amico del I Conte. Il padre di Shaftesbury pare fosse debilitato sia dal punto di vista fisico che psichico, tanto che, all'età di tre anni, il figlio è posto sotto la tutela del I Conte, il nonno. Locke, presente nella casa del Conte grazie alle sue conoscenze mediche, assistette alla nascita del piccolo Shaftesbury, di cui gli venne affidata l'educazione, che condusse sulla base dei principî enunciati nel proprio scritto Pensieri sull'educazione (pubblicato nel 1693); il metodo di insegnamento del latino e greco antico tramite la conversazione fu portato avanti con successo dalla sua istruttrice, Elizabeth Birch, tanto che all'età di undici anni si dice il piccolo Shaftesbury fosse in grado di leggere scorrevolmente entrambe le lingue.
Nel novembre del 1683, alcuni mesi dopo la morte del I Conte, il padre inviò Shaftesbury al College di Winchester, dove trascorse un periodo infelice, a causa del suo carattere timido e perché schernito a causa del nonno. Lasciò Winchester nel 1686, per una serie di viaggi all'estero, che gli permisero di entrare in contatto con associazioni di artisti e classicisti, che ebbero una forte influenza sui suoi carattere e opinioni. Durante i suoi viaggi sembra non cercasse il dialogo con altri giovani inglesi quanto piuttosto coi loro tutori, con cui poteva conversare su tematiche a lui più congeniali.
Nel 1689, l'anno successivo alla Gloriosa Rivoluzione, Shaftesbury tornò in Inghilterra, e sembra che abbia trascorso i successivi cinque anni dedicandosi a una tranquilla vita di studio. Non c'è dubbio che la maggior parte della sua attenzione era rivolta all'analisi degli autori classici, nel tentativo di comprendere il vero spirito dell'antichità classica. Non era sua intenzione, tuttavia, trasformarsi in un "recluso". Divenne candidato parlamentare nel villaggio di Poole, ottenendo l'elezione il 21 maggio 1695. Si distinse tra l'altro per un intervento in favore della legge per la regolamentazione delle controversie in caso di tradimento, in particolare per quella norma che doveva assicurare agli accusati di tradimento, o di mancata denuncia di un tradimento, l'assistenza di un avvocato. Nonostante appartenesse ai Whig, Shaftesbury fu sempre pronto a supportare le proposte della parte avversaria, se queste gli sembravano promuovere la libertà dei sudditi e l'indipendenza del parlamento. La salute debole lo costrinse a ritirarsi dal parlamento nel 1698. Soffriva d'asma, disturbo aggravato dall'atmosfera inquinata di Londra.
Shaftesbury si ritirò quindi nei Paesi Bassi, dove entrò in contatto con Jean Leclerc, Pierre Bayle, Benjamin Furly (il mercante inglese quacchero, che aveva ospitato Locke durante la sua permanenza a Rotterdam) e probabilmente con Limborch e il resto del circolo letterario che una decina di anni prima aveva avuto Locke come suo membro onorato. Probabilmente questo era un ambiente sociale ben più congeniale a Shaftesbury che non quello inglese. In questo periodo erano i Paesi Bassi la nazione dove si potevano tenere, con la maggior libertà e il minor rischio che non nel resto d'Europa, confronti sugli argomenti che più interessavano a Shaftesbury (filosofia, politica, morale, religione). Sembra si debba riferire a questo periodo la pubblicazione clandestina, in patria, in un'edizione incompleta della Ricerca sulla virtù e il merito, ricavata da una bozza che Shaftesbury aveva schizzato all'età di vent'anni; pubblicazione dovuta a John Toland.
Dopo oltre un anno, Shaftesbury tornò infine in Inghilterra, e dopo poco succedette al padre come Conte. Partecipò attivamente, a fianco dei Whig, alle elezioni generali del biennio 1700-1791, e ancora, ma con minor successo, a quelle dell'autunno 1701. Si dice che in quest'ultima occasione Guglielmo III espresse il suo apprezzamento per i servizî di Shaftesbury, offrendogli la carica di segretario di Stato, che tuttavia Shaftesbury rifiutò, a causa del progressivo deteriorarsi delle condizioni di salute. Se il Re fosse vissuto più a lungo, probabilmente l'influenza di Shaftesbury a corte sarebbe stata maggiore. Dopo le prime due settimane di regno della regina Anna, Shaftesbury, privato del suo titolo di vice-ammiraglio di Dorset, tornò alla propria vita ritirata, anche se da alcune sue lettere si evince che mantenne un forte interesse per la politica.
Nell'agosto del 1703 si stabilì nuovamente nei Paesi Bassi, nel cui clima sembrava avere, al pari di Locke, grande fiducia. Tornò in Inghilterra nel 1704, fortemente provato nella salute. Nonostante il soggiorno all'estero gli avesse prodotto, sull'immediato, dei benefici, la malattia progredì inesorabilmente fino a diventare cronica. Shaftesbury ridusse quindi le sue attività a mantenere la corrispondenza e a scrivere, completando e rivedendo, i trattati in seguito raccolti nelle Caratteristiche di uomini, maniere, opinioni, tempi. Continuò tuttavia ad avere un grande interesse per la politica, sia interna che estera, in particolar modo per la guerra contro la Francia, guerra che sostenne in maniera entusiasta.
All'età di quasi quarant'anni si sposò, e anche in questo caso sembra che si decidesse al passo dietro le insistenti richieste dei suoi amici, principalmente per garantire un successore al suo titolo. Oggetto della sua scelta (o, meglio, della sua seconda scelta, in quanto un primo progetto di matrimonio era già fallito in breve tempo) fu Jane Ewer, la figlia di un gentiluomo di Hertfordshire. Il matrimonio ebbe luogo nell'autunno del 1709, e il 9 febbraio dell'anno successivo l'unico figlio di Shaftesbury nacque a Reigate, nel Surrey; è ai suoi manoscritti che dobbiamo molti dettagli sulla vita di Shaftesbury stesso. L'unione sembrò felice, anche se Shaftesbury si sentiva troppo coinvolto dalla sua vita matrimoniale.
Se si esclude, nel 1698 la prefazione a uno scritto di Whichcote (esponente della scuola di Cambridge), Shaftesbury non pubblicò nulla di proprio sino al 1708. A quel tempo i Camisardi francesi attiravano l'attenzione grazie alle loro folli stravaganze, rispetto alle quali erano stati proposte diverse misure repressive, ma Shaftesbury affermò che non c'era nulla di meglio per combattere il fanatismo, se non la presa in giro e il buon umore. A sostegno di questa sua visione, scrisse Lettera sull'entusiasmo (anche tradotta come “Lettera sul fanatismo”) datata al settembre 1707, che venne pubblicata in forma anonima l'anno seguente, provocando numerose risposte. Nel maggio del 1709 tornò sull'argomento dando alle stampe un'ulteriore lettera, titolata Sensus communis, e nello stesso anno pubblicò anche I Moralisti, seguito l'anno successivo dal Soliloquio o consiglio a un autore. Pare che nessuno di questi titoli sia stato pubblicato col suo nome o con le sue iniziali. Nel 1711 comparvero i tre volumi delle Caratteristiche di uomini, maniere, opinioni, tempi, anch'esse in forma anonima e prive persino del nome dello stampatore. Questi volumi contenevano, oltre ai quattro trattati già citati, le inedite Riflessioni miscellanee e la Ricerca sulla virtù e il merito, che si segnalava esser già stata pubblicata in forma imperfetta, ora corretta e intera.
A causa dell'aggravarsi della malattia, Shaftesbury fu costretto alla ricerca di un clima più caldo; nel luglio del 1711 partì per l'Italia. A novembre si stabilì a Napoli, dove visse per più di un anno. La sua principale occupazione, in questo periodo, sembra sia consistita nella preparazione di una seconda edizione delle Caratteristiche, che fu pubblicata nel 1713, poco dopo la morte. La copia, minuziosamente corretta di suo pugno, è attualmente conservata nel British Museum. Durante il soggiorno a Napoli fu impegnato anche nella stesura di brevi saggi (poi inclusi nelle Caratteristiche), e all'abbozzo di Plastica, o l'origine, il progresso e la potenza delle arti del disegno, che però era appena iniziato quando sopraggiunse la morte (venne pubblicato comunque nel 1914, col titolo Caratteristiche seconde o il linguaggio delle forme).
Gli eventi che precedettero il Trattato di Utrecht, che Shaftesbury vedeva come un segnale dell'abbandono dell'Inghilterra da parte dei suoi alleati, lo preoccupò particolarmente durante gli ultimi mesi di vita. Non visse comunque sino a vederne la ratifica (che avvenne il 31 maggio 1713), in quanto morì il mese precedente, il 4 febbraio 1713. Il suo corpo fu riportato in Inghilterra e sepolto nella residenza di famiglia nel Dorsetshire. Il suo unico figlio gli successe come IV Conte, mentre il suo pronipote, VII Conte, divenne un famoso filantropo.

## Fama
Tra le principali caratteristiche di Shaftesbury pare ci fosse l'amabilità del carattere. Al pari di Locke apprezzava particolarmente promuovere giovani uomini nella società. Tra questi merita una menzione speciale Michael Ainsworth, da identificare con il "giovane" cui Shaftesbury spedì numerose lettere e cui pagò gli studi all'Università di Oxford. Nelle lettere si nota in particolare il grande interesse che Shaftesbury aveva per gli studî del giovane, e il desiderio che questi potesse rivelarsi particolarmente adatto per la professione che aveva scelto, quella di membro del clero della Chiesa d'Inghilterra. Tra gli altri suoi protetti vi erano Crell, i due figli di Furly e Harry Wilkinson, un ragazzo che fu inviato presso Furly a Rotterdam, la cui corrispondenza con Shaftesbury è stata conservata.
Nell'opinione comune solitamente Shaftesbury è considerato come uno scrittore ostile alla religione. Tuttavia, nonostante la sua ortodossia possa essere messa in dubbio se confrontata con i dettami delle varie confessioni, il suo carattere fu principalmente religioso, fatto mostrato dalle sue lettere. La sua fede in un Dio onnisciente, giusto e misericordioso, che governa tramite la Provvidenza il mondo verso il bene, pervade tutte le sue opere, la sua corrispondenza e la sua vita. Shaftesbury non aveva inoltre alcuna volontà di minare le credenze stabilite, a parte quei casi in cui le giudicava in contrasto con una religione più vera e una morale più pura.
Si attenne scrupolosamente ai dettami pubblici della Chiesa. Tuttavia determinate tendenze, nel modo in cui si esprimeva il Cristianesimo del tempo, indubbiamente suscitarono in Shaftesbury un certo rifiuto e disprezzo anche per alcune dottrine della stessa religione; tanto che, a causa anche della sua propensione allo humor, spesso assumeva dei toni di presa in giro nei confronti di tali dottrine.
Tuttavia, al di là delle opinioni intellettuali di Shaftesbury e dei modi di esprimerle, tutti i testimoni concordano sull'elevatezza e sulla genuinità della sua vita e dei suoi scopi. Per certi aspetti è possibile paragonarlo all'imperatore-filosofo Marco Aurelio, i cui testi aveva studiato con avidità, e la cui influenza si riflette con chiarezza nell'opera di Shaftesbury.

## Scritti
La maggior parte delle opere di Shaftesbury sono già state nominate. A parte queste, furono pubblicate nel 1721 da Toland quattordici lettere indirizzate a Molesworth, altre a Benjamin Furly, ai suoi figli, al suo segretario Harry Wilkinson furono incluse in Lettere di Locke, Sidney e Shaftesbury, un volume del 1830 (ristampato in edizione ampliata nel 1847); abbiamo quindi tre lettere, scritte rispettivamente a Stringer, a Lord Oxford e a Lord Godoiphin. Le Lettere a un giovane universitario, già citate, vennero pubblicate per la prima volta nel 1716. La Lettera sul disegno fu pubblicata nell'edizione delle Caratteristiche del 1732. Oltre ai testi pubblicati, di Shaftesbury sono stati conservati diversi appunti, lettere e bozze.
Shaftesbury dedicò gran cura nella costruzione del proprio stile, riuscendo a trasmettere sempre con gran trasparenza il proprio pensiero. Non riuscì però altrettanto a ottenere una sufficiente eleganza, che rimase comunque sempre un suo grande obiettivo. Nel suo stile si nota una sorta di curiosa affettazione che, nonostante miri a risultare piacevole al lettore, spesso risulta invece irritante. La sua principale caratteristica, tuttavia, è quella della "gentilezza", come la definì Charles Lamb. Cerca così tanto di apparire come un raffinato gentiluomo, ed è talmente ansioso di non essere visto come il tipico pedante di stampo scolastico, da cadere infine nell'altrettanto scarsamente attraente pedanteria dell'estetista e del virtuoso dello stile. In ogni caso Shaftesbury rimane un autore facile da leggersi e da comprendere, e di qui, probabilmente, deriva l'ampia popolarità che le sue opere incontrarono nel XIX secolo e il senso di piacevolezza che queste riescono a trasmettere al lettore contemporaneo, nonostante lo stile artificioso e le sue estenuanti digressioni.

## Filosofia
La rilevanza di Shaftesbury come filosofo deriva principalmente dalle sue riflessioni di etica, il cui tema principale consiste nella confutazione delle dottrine sull'"egoismo" di Thomas Hobbes. Adottando la metodologia della psicologia empirica, Shaftesbury analizza l'uomo dapprima come un'unità a sé stante e quindi nelle più ampie relazioni che lo uniscono all'insieme della società e a quello più grande dell'umanità. Il grande principio del suo pensiero è quello dell'Armonia (o dell'Equilibrio), che fonda sulle basi del buon gusto e dei sentimenti, visti in opposizione alla razionalità:
1. Al primo posto sta l'uomo in quanto individuo, un complesso di appetiti, passioni, affezioni, tutti controllati più o meno completamente da una ragione centrale. Nell'uomo morale questi fattori sono adeguatamente equilibrati. "Invece", afferma Shaftesbury, "in chi è meno incline verso questo tipo di architettura morale, la sua struttura interna è composta in modo che basta un'estensione troppo corta (o troppo breve) di una singola passione per portare a una rovina e una miseria irrimediabili". (Ricerca sulla virtù e il merito)
2. Come creatura sociale, l'uomo fa parte di un'armonia più grande e, in quanto in grado di contribuire alla felicità della totalità, deve regolare le sue attività in modo che non entrino in conflitto con l'ambiente che lo circonda. Solo nel momento in cui ha regolato la sua interiorità e le sue relazioni sociali conformemente a questo ideale, l'uomo può essere considerato come un individuo morale. Sia l'egoista che l'altruista sono entrambi imperfetti. Nella più completa perfezione umana, i due impulsi devono essere perfettamente armonici.

Conformemente al criterio dell'Armonia, Shaftesbury rifiuta le opinioni di Hobbes, e conclude che la virtù della benevolenza è indispensabile per la moralità. Shaftesbury traccia inoltre uno stretto parallelismo tra i criterî morali e quelli estetici. Nello stesso modo in cui esiste una facoltà che nella sfera dell'Arte apprende la bellezza, così nella sfera dell'etica c'è una facoltà che determina il valore delle azioni. Shaftesbury definisce questa facoltà (per primo nel pensiero inglese) come Senso Morale (concetto sviluppato in seguito da Francis Hutcheson) o come Coscienza (concetto sviluppato in seguito da Joseph Butler). Per Shaftesbury il Senso Morale, nella sua essenza, è emozionale e non riflessivo; viene razionalizzato in un processo successivo, tramite l'uso e l'educazione. Shaftesbury, tuttavia, non analizzò a fondo gli elementi emotivi e razionali del Senso Morale, cosa che invece fece in seguito Henry Home.
Da questo principio segue che:
1. La distinzione tra giusto e sbagliato è parte costitutiva della natura umana.
2. La moralità è distinta dalla teologia, e le qualità morali delle azioni sono determinate a prescindere dalla volontà di Dio.
3. Il criterio definitivo per valutare un'azione dipende dalla sua tendenza a promuovere o meno l'armonia e il benessere generali.
4. Gli appetiti e la ragione concorrono nel determinare le azioni.
5. Chi è morale non si interessa di risolvere il problema del libero arbitrio e del determinismo.

Da questi risultati si vede come Shaftesbury si opponga sia a Hobbes che a Locke, trovandosi invece in stretto accordo con Hutcheson, e come sia, in definitiva, un pensatore di indirizzo fortemente religioso, e questo nonostante egli rigetti la sanzione morale dell'opinione pubblica, il terrore di una punizione futura e le autorità istituite come incentivi alla bontà, sostituiti dalla voce della coscienza e dall'amore di Dio. Solo questi due spingono l'uomo verso la perfetta armonia, per il suo stesso bene e per quello dell'universo.
L'attività filosofica di Shaftesbury rimase confinata all'etica, all'estetica e alla religione. Per quanto riguarda la metafisica propriamente detta, e anche la psicologia, sembra non avesse interesse, se non per farne una base dell'etica. Probabilmente giudicava la logica come un mero strumento al servizio dei ragionamenti dei pedanti, che a suo tempo avevano troppo spazio, specie nelle università.
L'obiettivo principale dei Moralisti era proporre un sistema di teologia naturale. Gli articoli di fede di Shaftesbury erano pochi e semplici, ma egli li visse comunque con una convinzione quasi entusiasta. Possono essere riassunto nella fede in un Dio la cui principale caratteristica è la benevolenza, nell'esistenza di un governo morale dell'universo, e in uno stato futuro in cui l'uomo sarà emendato dalle imperfezioni e ineguaglianze della vita attuale. Shaftesbury fu un deciso ottimista, anche se, nei Moralisti, è presente un passaggio che può indurre a supporre che considerasse la materia come un principio indifferenziato, eterno e coesistente rispetto a Dio; la materia, limitando l'agire di Dio, sarebbe la causa del male e delle imperfezioni che, nonostante la benevolenza del creatore, permangono nella sua opera. Se è questa la sua versione dell'ottimismo, allora si deve dire quel che Mill disse di Leibniz, cioè che anche se questo non è il miglior mondo immaginabile, è comunque il migliore di quelli possibili.

## Ricezione
Considerevole fu l'influenza degli scritti di Shaftesbury, sia in patria che all'estero. Il suo sistema fu ripreso in una forma più precisa e filosofica da Hutcheson, dai suoi successori e, con determinate varianti, da David Hume e Adam Smith. Ebbe inoltre i suoi effetti anche sulla speculazione di Butler. Dei cosiddetti deisti, Shaftesbury fu probabilmente quello maggiormente importante, nonché il più plausibile. Le Caratteristiche, una volta pubblicata, furono accolte in maniera molto positiva, tra gli altri, da Leibniz.
Nel 1745 Denis Diderot adattò in francese la Ricerca sulla virtù e il merito. Nel 1769 fu pubblicata a Ginevra una traduzione francese di tutte le opere di Shaftesbury, lettere comprese. Traduzioni di varî suoi saggi comparvero in Germania a partire dal 1738, e tra 1776 e il 1779 furono intermanete tradotte in tedesco le Caratteristiche. Secondo Hermann Hettner non solo Leibniz, Voltaire e Diderot, ma anche Lessing, Mendelssohn, Wieland and Herder, ricavarono da Shaftesbury stimoli enormi.
Particolarmente elogiativo fu Herder. Nell'Adrastea definisce i Moralisti degno dell'antica letteratura greca nella sua forma, e superiore ad essa nei contenuti. L'interesse dei letterati tedeschi per Shaftesbury fu ravvivato dalla pubblicazione di due monografie, una, del 1872, riguardo agli aspetti teologici del suo pensiero, scritta da Gideon Spicker, e la seconda, del 1876, che ne tratta in particolare il lato filosofico, scritta da Georg von Gizycki.

## Ascendenza
|                                                 |                |                                              | Genitori                             |  |  | Nonni |  |  | Bisnonni                 |  |  | Trisnonni   |  |
|                                                 |                |                                              |                                      |  |  |       |  |  | John Cooper, I baronetto |  |  | John Cooper |  |
|                                                 |                |                                              |                                      |  |  |       |  |  | John Cooper, I baronetto |  |  | John Cooper |  |
|                                                 |                | Martha Skutt                                 |                                      |  |  |       |  |  | John Cooper, I baronetto |  |  |             |  |
| Anthony Ashley-Cooper, I conte di Shaftesbury   |                |                                              |                                      |  |  |       |  |  | John Cooper, I baronetto |  |  |             |  |
|                                                 |                | Anne Ashley                                  | Anthony Ashley, I baronetto          |  |  |       |  |  |                          |  |  |             |  |
|                                                 |                | Anne Ashley                                  | Anthony Ashley, I baronetto          |  |  |       |  |  |                          |  |  |             |  |
|                                                 |                | Anne Ashley                                  | Jane Okeover                         |  |  |       |  |  |                          |  |  |             |  |
| Anthony Ashley-Cooper, II conte di Shaftesbury  |                | Anne Ashley                                  |                                      |  |  |       |  |  |                          |  |  |             |  |
|                                                 |                | David Cecil, III conte di Exeter             | Richard Cecil                        |  |  |       |  |  |                          |  |  |             |  |
|                                                 |                | David Cecil, III conte di Exeter             | Richard Cecil                        |  |  |       |  |  |                          |  |  |             |  |
|                                                 |                | David Cecil, III conte di Exeter             | Elizabeth Cope                       |  |  |       |  |  |                          |  |  |             |  |
| Frances Cecil                                   |                | David Cecil, III conte di Exeter             |                                      |  |  |       |  |  |                          |  |  |             |  |
|                                                 |                | Elizabeth Egerton                            | John Egerton, I conte di Bridgewater |  |  |       |  |  |                          |  |  |             |  |
|                                                 |                | Elizabeth Egerton                            | John Egerton, I conte di Bridgewater |  |  |       |  |  |                          |  |  |             |  |
|                                                 |                | Elizabeth Egerton                            | Frances Stanley                      |  |  |       |  |  |                          |  |  |             |  |
| Anthony Ashley-Cooper, III conte di Shaftesbury |                | Elizabeth Egerton                            |                                      |  |  |       |  |  |                          |  |  |             |  |
|                                                 | George Manners | John Manners                                 |                                      |  |  |       |  |  |                          |  |  |             |  |
|                                                 | George Manners | John Manners                                 |                                      |  |  |       |  |  |                          |  |  |             |  |
|                                                 | George Manners | Dorothy Vernon                               |                                      |  |  |       |  |  |                          |  |  |             |  |
| John Manners, VIII conte di Rutland             | George Manners |                                              |                                      |  |  |       |  |  |                          |  |  |             |  |
|                                                 |                | Grace Pierrepont                             | Henry Pierrepont                     |  |  |       |  |  |                          |  |  |             |  |
|                                                 |                | Grace Pierrepont                             | Henry Pierrepont                     |  |  |       |  |  |                          |  |  |             |  |
|                                                 |                | Grace Pierrepont                             | Frances Cavendish                    |  |  |       |  |  |                          |  |  |             |  |
| Dorothy Manners                                 |                | Grace Pierrepont                             |                                      |  |  |       |  |  |                          |  |  |             |  |
|                                                 |                | Edward Montagu, I barone Montagu di Boughton | Edward Montagu                       |  |  |       |  |  |                          |  |  |             |  |
|                                                 |                | Edward Montagu, I barone Montagu di Boughton | Edward Montagu                       |  |  |       |  |  |                          |  |  |             |  |
|                                                 |                | Edward Montagu, I barone Montagu di Boughton | Elizabeth Harington                  |  |  |       |  |  |                          |  |  |             |  |
| Frances Montagu                                 |                | Edward Montagu, I barone Montagu di Boughton |                                      |  |  |       |  |  |                          |  |  |             |  |
|                                                 |                | Frances Cotton                               | Thomas Cotton                        |  |  |       |  |  |                          |  |  |             |  |
|                                                 |                | Frances Cotton                               | Thomas Cotton                        |  |  |       |  |  |                          |  |  |             |  |
|                                                 |                | Frances Cotton                               | Dorothy Tamworth                     |  |  |       |  |  |                          |  |  |             |  |
|                                                 |                | Frances Cotton                               |                                      |  |  |       |  |  |                          |  |  |             |  |